# Oggetti non stellari nella costellazione dei Cani da Caccia
Principali oggetti non stellari presenti nella costellazione dei Cani da caccia.

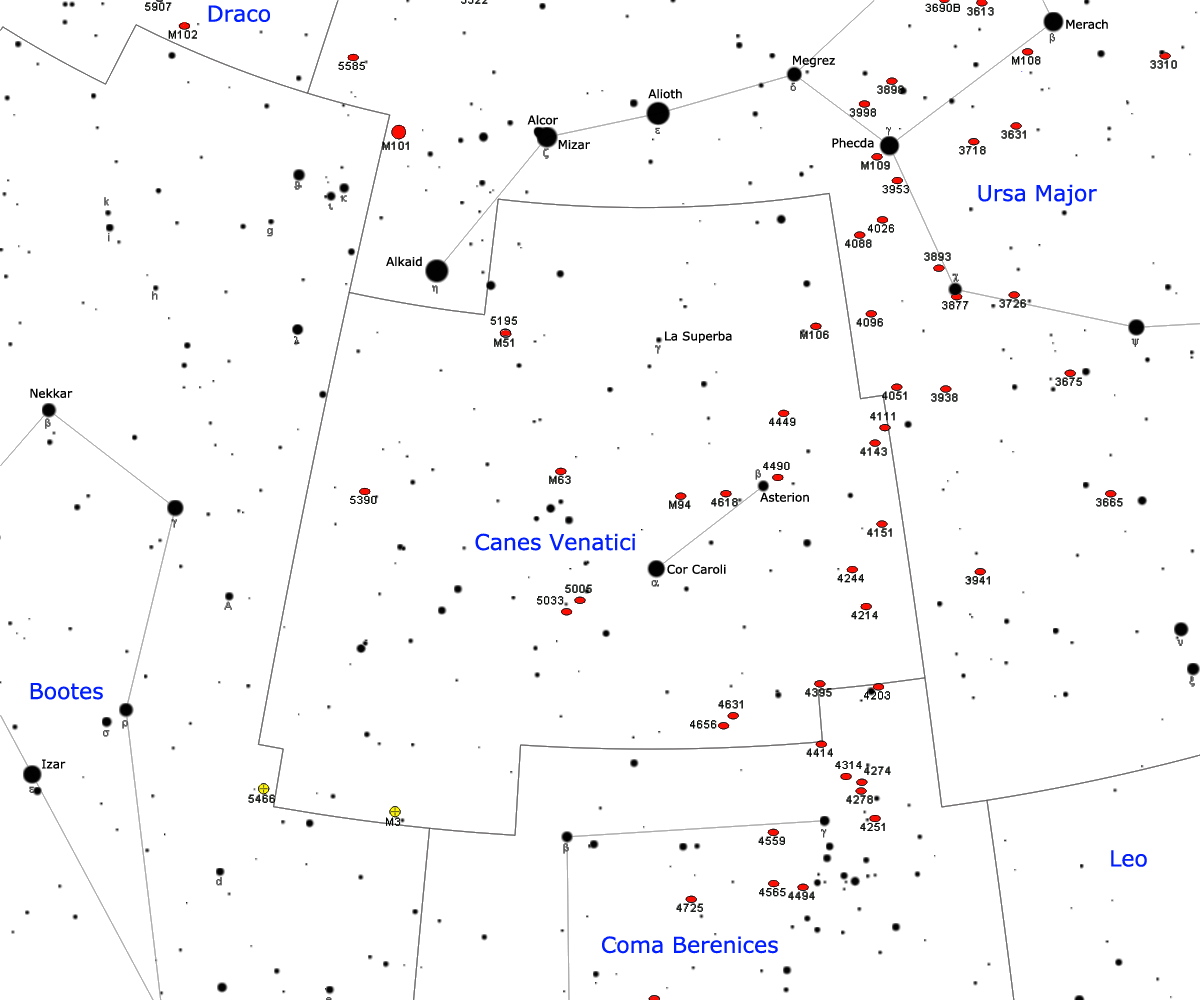
Mappa della costellazione dei Cani da Caccia.

## Ammassi globulari
- M3

## Galassie
- A1703-zD6
- DLA-3C286
- Galassia Nana dei Cani da Caccia
- Galassia Nana dei Cani da Caccia II
- M51 (Galassia Vortice)
- M63 (Galassia Girasole)
- KKR 03
- M94
- M106
- NGC 4111
- NGC 4151
- NGC 4214
- NGC 4244
- NGC 4395
- NGC 4449
- NGC 4490
- NGC 4534
- NGC 4618 e NGC 4625 (galassie interagenti)
- NGC 4631
- NGC 4656
- NGC 4707
- NGC 4861
- NGC 5003
- NGC 5005
- NGC 5033
- NGC 5229
- UGC 8331

## Ammassi di galassie
- ClG J1226.9+3332
- Gruppo Canes II
- Gruppo di M94
- Nube dei Cani da Caccia I

## Altro
- TON 618
- Vuoto Gigante